# Federated Malay States
Federated Malay States var en samling britiske protektorater på Malayahalvøen fra 1895 til 1946. Staterne Negeri Sembilan, Pahang, Perak og Selangor var med i føderationen. Hovedstaden var Kuala Lumpur. Folketallet var i 1941 på 2.212.052. Føderationen dækkede et areal på 69.930 km².
Andre malaystater, som ikke var med i føderationen, blev kaldt Unfederated Malay States. Øvrige kolonier i Britisk Malaya var fra 1867 samlet i Straits Settlements.
Federated Malay States skulle efter planen omdannes til Den malayiske union i 1946, men blev i 1948 til Malaya-føderationen.

## Baggrund og økonomi
Baggrunden for føderationen var at briterne ønskede at udjævne de økonomiske forskelle mellem Perak, Selangor og Negeri Sembilan på vestkysten og Pahang på østkysten.
Briterne ønskede at fremme en økonomisk udvikling, som tjente deres interesser, med særlig vægt på at få udviklet en eksportrettet økonomi. Der blev investeret i jernbaneudbygning, gummiplantager, palmeolieplantager og minedrift efter tinn.
Foruden dyrkning af gummi og oliepalme, blev der også produceret ris og dyrket kokosnødder. I mindre udstrækning var der også dyrkning af maniok, ananas, te, kaffe, tobak og betelnødder. Tømmereksporten var af betydning, og i skovdriften var der også produktion af guttaperka, harpiks og andet. Ved siden af tin blev der også udvundet guld, wolfram og kul.

## Befolkning
Befolkningen var stærkt voksende i hele føderationens levetid. Føderationen havde ved folketællingen i 1901 en samlet befolkning på omkring 665.000. I 1941 var indbyggertallet beregnet til 2.212.052.
Fordelt på staterne var de beregnede folkemængder i 1941:
- Negeri Sembilan: 296.009
- Pahang: 221.800
- Perak: 992.691
- Selangor: 701.552

Briterne indførte arbejdskraft fra Kina og Indien, hvilket bevirkede en ændret befolkningssammensætning. I 1941 talte staternes samlede befolkning flere kinesere og indere end malayer:
- Malayer: 722.626
- Kinesere: 989.635
- Indere: 466.056
- Europæere: 1.149
- Eurasiere: 5.286
- Andre: 17.300

## Politisk organisering og udvikling
Unionen trådte i kraft i juni 1896. Føderationen var baseret på en vag og løst formuleret unionstraktat, som var indgået af de fire herskere, sultanerne af Pahang, Perak og Selangor og Yang di-Pertuan Besar af Negeri Sembilan. Den var et middel til standardisering af politik og forvaltning i de britisk kontrollerede malaystater. Der blev lagt op til samordning af polititjenestene, offentlige arbejder, jernbanen, post- og telegrafvæsen. Staterne fik en fælles offentlig forvaltning og fælles lovgivning. Staterne forpligtede sig til at hjælpe hinanden økonomisk, hvilket særlig Pahan, med sin store statsgæld havde behov for.
De fire stater i føderationen havde hver sin britiske resident, som stod for kolonimagtens opsyn med staternes politik og forvaltning. Føderationen fik en generalresident, som var overordnet residenterne i staterne. Generalresidenten samordnede politikken med generalguvernøren i Singapore, som også havde rollen som højkommissær i staterne. Føderationen styrkede den britiske kolonimagt på bekostning af staterne og herskerne der.
I 1909 blev centraliseringen og standardiseringen yderligere styrket ved, at der blev etableret et føderationsråd. Dette overtog lovgivingsmyndigheden fra statsrådene i staterne og fik også myndighed i pengespørgsmål. Generalresidenten blev imidlertid nedgraderet til førstesekretær, hvilket styrket generalguvernøren i Singapore. Føderationsrådet blev et redskab for at fremme europæiske og kinesiske økonomiske interesser knyttede til plantage- og minedrift.
Det blev afholdt møder, durbar, mellem herskerne i føderationen, men herskernes stilling var ikke desto mindre svækket til fordel for briterne. Herskernes rolle blev reduceret til sager knyttede til malayisk tradition og religion, det vil sige islam. I 1927 blev herskernes position yderligere svækket, da de gik med til, at de britiske residenter kunne repræsentere dem i føderationsrådet.
Centraliseringen og herskernes svækkede stilling medførte, at der i 1920-erne fremkom krav om decentralisering og ændring af en del af de tiltag, som briterne havde fået gennemført. Repræsentanterne for de europæiske og kinesiske økonomiske interesser var modstandere af dette, og reformerne blev derfor begrænsede. I finanssager fik statsrådene i staterne imidlertid tilbageført nogen myndighed. Yderligere decentraliseringskrav kom i 1930-erne, da europæere, kinesere og indere i stærkere grad vandt indpass i statsrådene i staterne. Udviklingen medførte, at sultanerne i 1930-erne begyndte at støtte organisationer til forsvar af malayernes interesser. Briternes håb om, at føderationen kunne blive et redskab for sammensmeltning af staterne til én enhed, gik således ikke i opfyldelse. I stedet fik de traditionelle herskere fornyet tilslutning.
Mod slutningen af 1930-erne genvandt staterne nogen magt. I 1935 blev stillingen som førstesekretær helt afskaffet. I 1939 blev råderetten over landbrug, skovbrug, minedrift, offentlige arbejder, skolevæsen og sundhedsvæsen overført til staterne. Lovgivningen blev nu delt mellem føderationen og delstaterne. Imidlertid forblev staterne økonomisk afhængige af føderationen, som tildelte årlige bloktilskud.

## 2. verdenskrig
Under 2. verdenskrig var Federated Malay States okkuperet af Japan fra 1941 til 1945. Malayahalvøen blev invaderet i december 1941. Ødelæggelserne var store og okkupationsregimet hårdt, særlig for den kinesiske befolkning.
Japan administrerede Federated Malay States fra Singapore. Malaya blev inddelt i 10 provinser efter en inddeling, som stort set fulgte de tidligere grænser mellem staterne. Der blev indsat japanske guvernører. Fra marts 1942 var disse civile. De tidligere herskere blev først skubbet til side men blev i 1943 gjort til rådgivere for de japanske guvernørere.
Med den japanske kapitulation i august 1945 genvandt briterne militær kontrol og landsatte i september styrker på Malayahalvøen. Federated Malay States kom da under britisk militæradministration.

## Afvikling
Efter, at briterne genvandt kontrol over Malaya, fortsatte de deres bestræbelser på at slå områderne sammen i en større enhed. Planen var at samle de "fødererede" og "ufødererede" malaystater, samt britiske koloniområder i Den malayiske union i 1946. Dette mødte imidlertid modstand, og i stedet blev Malaya-føderationen dannet i 1948.